# Институт исследований символьных вычислений
Институт исследований символьных вычислений (англ. Research Institute for Symbolic Computation (RISC Linz)) — один из ведущих исследовательских институтов в области символьных вычислений, включая автоматическое доказательство теорем и компьютерную алгебру. Институт расположен в Schloß Hagenberg в Хагенберге неподалёку от Линца в Австрии. RISC был основан в 1987 для Бруно Бухбергера и он переехал в Хагенберг в 1989 году. В 1999-м Франц Винклер занял место директора.